# Ōtō
Ne pas confondre avec Ōtō (Nara)
Ōtō (大任町, Ōtō-machi) est un bourg situé dans le district de Tagawa (préfecture de Fukuoka), au Japon.

## Géographie

### Démographie
Au 1er septembre 2014, la population d'Ōtō s'élevait à 5 206 habitants répartis sur une superficie de 14,24 km2.